# Mya-Rose Craig
Mya-Rose Craig (7 de mayo de 2002), conocida por su apodo Birdgirl, es una ornitóloga británica y defensora de la igualdad de derechos. En febrero de 2020, recibió un doctorado honoris causa en ciencias (D.Sc.h.c) de la Universidad de Bristol, y se dice que es la persona británica más joven en recibir dicho premio.
Al año 2020 Craig asiste a la escuela Chew Valley. Creó la organización sin fines de lucro Black2Nature para administrar campamentos naturales para niños negros y de minorías étnicas. Su título honorífico fue otorgado por esa iniciativa y en reconocimiento a su defensa de los niños y adolescentes de minorías étnicas visibles (EMV). Fue nominada por Richard Pancost, directora de ciencias de la tierra en la universidad.
Define "VME" como algo distinto de Negro, asiático y étnico minoritario (BAME), ya que este último incluye grupos étnicos minoritarios blancos, y evita el uso de la palabra "negro" para describir a personas de origen asiático. Ella hace un llamado a las organizaciones lideradas por blancos en la conservación de la naturaleza, los medios de comunicación y los sectores ambientales a hacer más para comprometerse con los jóvenes VME, y habla del racismo inherente a la conservación de la naturaleza.
Craig fue una "Embajadora de Bristol 2015" durante el año de la ciudad Capital Verde Europea.
Además de ornitóloga, también es anilladora de aves y ganó el Premio Juvenil de la Red Nacional de Biodiversidad de 2018 Gilbert White por registrar la vida silvestre terrestre y de agua dulce.
Contribuyó a "Un Manifiesto del Pueblo por la Vida Silvestre" de Chris Packham, por invitación de Packham.
Rose Craig contribuyó a A People’s Manifesto for Wildlife «Un Manifiesto del Pueblo por la Vida Silvestre» de Chris Packham, por invitación de Packham.
Habló ante una multitud de 10.000 personas en el People's Walk for Wildlife, organizado por Packham.
A la edad de doce años, tenía una columna, "Birding Tales", en la Chew Valley Gazette. Su escritura también fue publicado en New Internationalist cuando tenía trece años.
Ha realizado varias apariciones en televisión nacional y entrevistas, incluyendo The One Show de la BBC y News at Ten de ITV. En 2010, apareció en un documental de BBC Four (filmado en 2009, cuando tenía siete años), Twitchers: A Very British Obsession, junto a Lee Evans.
Ella vive en Compton Martin. Su madre es una musulmana bengalí con familia de la división Sylhet de Bangladés.

### En inglés
- Sitio web oficial
- Mya-Rose Craig en YouTube.
- Audio de la entrevista, abril de 2019
- Entrevista de 2019 Archivado el 20 de febrero de 2020 en Wayback Machine. de la revista Bird Watching
- Esta obra contiene una traducción  derivada de «Mya-Rose Craig» de Wikipedia en inglés, concretamente de esta versión, publicada por sus editores bajo la Licencia de documentación libre de GNU y la Licencia Creative Commons Atribución-CompartirIgual 4.0 Internacional.

- Datos: Q85717413
- Multimedia: Mya-Rose Craig / Q85717413